# Vera Lúcia (política)
Vera Lúcia Pereira da Silva Salgado (Inajá, 12 de setembro de 1967) é uma política brasileira, filiada ao Partido Socialista dos Trabalhadores Unificado (PSTU). Foi candidata à presidência da República na eleição presidencial de 2018, obtendo 55 762 votos, ou 0,05% dos votos válidos. Foi também uma das fundadoras do PSTU, e é a presidente do partido em Sergipe.

## Biografia
Nascida em uma família pobre, em Pernambuco, graduou-se em ciências sociais pela Universidade Federal de Sergipe. Inicialmente filiada ao Partido dos Trabalhadores (PT), deixou o partido em 1992, quando membros da Convergência Socialista, ala do partido que defendia o impeachment de Fernando Collor, foram expulsos. Vera, então, ajudou a fundar o PSTU. Vera se filiou ao novo partido em 1994.
Quando completou 19 anos de idade, passou a trabalhar em uma indústria de calçados, período em que virou militante do movimento sindicalista. Foi candidata a deputada federal nas eleições de 2006 e também a prefeita de Aracaju por quatro vezes: em 2004, 2008, 2012 e 2016, sem nunca ter vencido uma eleição. Ao longo da vida, trabalhou como garçonete, faxineira e até datilógrafa.
Teve grande participação em sindicatos e chegou à diretoria da Central Única dos Trabalhadores (CUT) e da Federação Nacional dos Trabalhadores do Ramo Têxtil.
Vera Lúcia fez críticas severas ao PT. Para Vera e o PSTU, o foco da esquerda não deveria ser a campanha pró-libertação de Lula, e sim "os mais de 20 milhões de desempregados, os 16 milhões que passam fome, os mais de 6 milhões que não têm uma casa para morar" devido à crise econômica de 2014.

## Trajetória política
Foi candidata do PSTU à prefeitura de Aracaju nas últimas quatro eleições, tendo o melhor resultado em 2012, com 20 241 votos, ou 6,6% dos votos válidos. Em 2006 e 2014, tentou uma vaga na Câmara Federal, e em 2010 saiu para governadora de Sergipe, também sem sucesso.
Desde 2018, ela vem desenvolvendo campanhas eleitorais de abrangência nacional (ex.: disputas para a presidência da república) ou em centros do Sudeste do Brasil (ex.: eleições para a prefeitura municipal de São Paulo).

### Candidaturas municipais
Vera Lúcia disputou cargos majoritários em duas capitais do Brasil: Aracaju e São Paulo. Em nenhuma delas conseguiu obter uma votação expressiva, sendo seu melhor resultado as eleições municipais de 2012 para a chefia do executivo municipal de Aracaju, quando obteve 6,6% dos votos válidos.

#### Campanha para a prefeitura de São Paulo em 2020
Em 12 de setembro de 2020, Vera foi oficializada como candidata a prefeita de São Paulo pelo PSTU, tendo como vice o professor Lucas.
No primeiro turno das eleições paulistanas de 2020, ela obteve o penúltimo lugar entre 13 candidatos ao conquistar 3 052 votos que correspondem a 0,06% do eleitorado.

### Candidaturas estaduais
Em 2010, Vera Lúcia disputou as eleições para governadora estadual de Sergipe.

### Candidaturas presidenciais
Vera Lúcia Salgado foi a primeira mulher negra escolhida como candidata à presidência da república no Brasil, tendo participado das eleições de 2018 e sendo pré-candidata nas eleições de 2022.

#### Eleições presidenciais de 2018
Em 20 de julho de 2018, na convenção do partido, foi escolhida como candidata a presidente na eleição presidencial de 2018. O professor Hertz Dias, filiado ao mesmo partido, foi anunciado como vice.
Nas eleições de 2018, ela obteve 55 762 votos (0,05%) em um universo de 115 933 000 votantes, terminando em 11º lugar entre 13 candidaturas.

#### Eleições presidenciais de 2022
A campanha presidencial de Vera Lúcia em 2022 foi oficializada em 31 de julho de 2022 em São Paulo. A vice na chapa será Raquel Tremembé como candidata da chapa puro-sangue.

### Desempenho em eleições
Todas as eleições foram disputadas pelo PSTU.
| Ano  | Eleição                | Partido | Coligação                                                             | Candidata a      | Votos                               | %                     | Resultado  |
| ---- | ---------------------- | ------- | --------------------------------------------------------------------- | ---------------- | ----------------------------------- | --------------------- | ---------- |
| 2004 | Municipal de Aracaju   | PSTU    | Sem coligação                                                         | Prefeita         | 5 242 (5º Lugar - Primeiro turno)   | 2,01 (Primeiro turno) | Não Eleita |
| 2006 | Estadual em Sergipe    | PSTU    | Sem coligação                                                         | Deputada Federal | 3 756                               | —                     | Não Eleita |
| 2008 | Municipal de Aracaju   | PSTU    | Sem coligação                                                         | Prefeita         | 9 143 (5º Lugar - Primeiro turno)   | 3,35 (Primeiro turno) | Não Eleita |
| 2010 | Estadual em Sergipe    | PSTU    | Sem coligação                                                         | Governadora      | 8 567 (4º Lugar - Primeiro turno)   | 0,83 (Primeiro turno) | Não Eleita |
| 2012 | Municipal de Aracaju   | PSTU    | Frente de Esquerda – Aracaju nas mãos do povo (PSOL, PSTU, PCB)       | Prefeita         | 20 241 (3º Lugar - Primeiro turno)  | 6,68 (Primeiro turno) | Não Eleita |
| 2014 | Estadual em Sergipe    | PSTU    | Frente de Esquerda – Lutar Para Transformar Sergipe (PSOL, PSTU, PCB) | Deputada federal | 15 193                              | —                     | Não Eleita |
| 2016 | Municipal de Aracaju   | PSTU    | Sem coligação                                                         | Prefeita         | 4 278 (6º Lugar - Primeiro turno)   | 1,66 (Primeiro turno) | Não Eleita |
| 2018 | Presidencial do Brasil | PSTU    | Sem coligação                                                         | Presidente       | 55 762 (11º Lugar - Primeiro turno) | 0,05 (Primeiro turno) | Não Eleita |
| 2020 | Municipal em São Paulo | PSTU    | Sem coligação                                                         | Prefeita         | 3 052 (12º Lugar - Primeiro turno)  | 0,06 (Primeiro turno) | Não Eleita |
| 2022 | Presidencial do Brasil | PSTU    | Sem coligação                                                         | Presidente       | 25 625 (10º Lugar - Primeiro turno) | 0,02 (Primeiro turno) | Não Eleita |